# The Clapper
The Clapper es una película de comedia estadounidense de 2017 escrita y dirigida por Dito Montiel, basada en su novela Eddie Krumble Is the Clapper. Está protagonizada por Ed Helms, Amanda Seyfried, Tracy Morgan, Adam Levine, Mickey Gooch Jr. y Russell Peters. Fue el último papel cinematográfico de Alan Thicke, quien murió el 13 de diciembre de 2016.
La película se estrenó en el Festival de Cine de Tribeca el 23 de abril de 2017 y fue estrenada el 26 de enero de 2018 por Momentum Pictures.

## Reparto
- Ed Helms como Eddie Krumble
- Amanda Seyfried como Judy
- Tracy Morgan como Chris
- Brenda Vaccaro como Ida Krumble
- Leah Remini como la productora Louise
- Adam Levine como Raef Ranter
- Russell Peters como Stillerman
- James Ransone como Darth Guy
- Alan Thicke como él mismo
- Roger Guenveur Smith como el Dr. Rogers B. Hay
- Mark Cuban como él mismo
- Todd Giebenhain como Tambakis
- Nico Santos como persona de buffet
- P. J. Byrne como el Sr.Caldwell
- Billy Blanks como Billy Blanks
- Robert Axelrod como Spider Parson (voz)
- Wendy Braun como Wendy
- Rob Gronkowski como él mismo
- Sara Sampaio como ella misma
- Mickey Gooch Jr. como Yugoslavia

## Producción
En febrero de 2016, se anunció que Ed Helms y Amanda Seyfried protagonizarían la película, con Dito Montiel dirigiendo la película a partir de un guion que escribió, basado en su novela del mismo nombre. Helms y Mike Falbo serían productores bajo su estandarte Pacific Electric, con Robin Schoor. En abril de 2016, Tracy Morgan se unió al elenco, con Alex Lebovici y Michael Bien como productores ejecutivos, y Steve Ponce como productor a través de Oriah Entertainment. En mayo de 2016, Russell Peters se unió al elenco. En junio de 2016, Adam Levine, Leah Remini, P. J. Byrne, Mickey Gooch Jr. y Brenda Vaccaro se unieron al elenco. Más tarde ese mes, Mark Cuban, Rob Gronkowski y Sara Sampaio se unieron al elenco. En julio de 2016, Wendy Braun se unió al elenco.
El rodaje comenzó en junio de 2016.

## Estreno
La película se estrenó en el Festival de Cine de Tribeca el 23 de abril de 2017. Poco después, Momentum Pictures y Netflix adquirieron los derechos de distribución. Fue estrenada de forma limitada y a través de video bajo demanda el 26 de enero de 2018 y en Netflix el 1 de mayo de 2018.